# Tetramesa
Tetramesa – rodzaj błonkówek  z rodziny zagładkowatych. Prawie kosmopolityczny. Obejmuje 200 opisanych gatunków.

## Morfologia
Błonkówki o ciele długości od 2 do 4 mm, smuklejszym niż podobnego rodzaju Cathilaria, zwykle o dominującej barwie czarnej. Głowa i mezosoma są delikatnie pomarszczone lub siateczkowane, równomiernie porośnięte dość długimi, cienkimi, sterczącymi włoskami. Podobnie jak u Cathilaria występuje poprzeczne żeberko w rejonie intertorularnym, a boczne płytki otworu wielkiego są całkowicie wygraniczone od strony bocznej i grzbietowej. Na tylnych krawędziach policzków brak jest żeberek. Bruzdy aksyllarne są wąsko oddzielone. Skrzydła są wąskie, węższe niż u Cathilaria. Pozatułów umiarkowanie opada. Synapomorfią rodzaju jest obecność trzech par bocznych włosków w okolicy stawowej stylika. Metasoma jest wydłużona, walcowata.

## Ekologia i występowanie
Larwy tych błonkówek są endofitofagami wywołującymi powstanie galasów i zwykle wyspecjalizowanymi w konkretnym gatunku rośliny żywicielskiej. Większość poznanych roślin pokarmowych należy do wiechlinowatych, ale wymieniane są też wawrzynowate. Osobniki dorosłe odżywiają się nektarem kwiatowym.
Do parazytoidów Tetramesa należą inne zagładkowate (zwłaszcza z rodzajów Eurytoma i Sycophila), a także wiechońkowate, Eupelmidae, siercinkowate, Cleonymidae, raniszkowate, kruszynkowate, rzęsikowate, suskowate, oścowate i gąsienicznikowate.
Przedstawiciele rodzaju zamieszkują nearktyczną Amerykę Północną, Amerykę Południową, Makaronezję, palearktyczną Eurazję, krainę orientalną i Nową Zelandię. Największą różnorodność gatunkową osiągają w Holarktyce.

## Taksonomia
Takson ten wprowadzony został w 1848 roku przez Francisa Walkera. 
Do rodzaju tego zalicza się 200 opisanych gatunków:

- Tetramesa aciculata (Schlechtendal, 1891)
- Tetramesa adrianae De Santis, 1983
- Tetramesa aequalis (Walker, 1871)
- Tetramesa aequata (Dalla Torre, 1898)
- Tetramesa aequidens (Waterston, 1923)
- Tetramesa affinis (Hedicke, 1921)
- Tetramesa agropyrocola (Phillips et Emery, 1919)
- Tetramesa agrostidis (Howard, 1896)
- Tetramesa ainsliei (Phillips, 1936)
- Tetramesa airae (Schlechtendal, 1891)
- Tetramesa albomaculatum (Ashmead, 1894)
- Tetramesa amica Lotfalizadeh, 2020
- Tetramesa anatolica Zerova et Cam, 2003
- Tetramesa aneurolepidii Zerova, 1965
- Tetramesa angelonini (Girault, 1924)
- Tetramesa angustatum (Walker, 1832)
- Tetramesa angustipenne (Walker, 1832)
- Tetramesa angustula (Motschulsky, 1863)
- Tetramesa antica (Walker, 1871)
- Tetramesa arenaria (Erdös, 1957)
- Tetramesa aristidae (Risbec, 1951)
- Tetramesa arrhenateri Erdös, 1963
- Tetramesa australiensis (Girault, 1913)
- Tetramesa bambusae (Phillips, 1936)
- Tetramesa beckmanniae Zerova, 1969
- Tetramesa brachypodii (Schlechtendal, 1891)
- Tetramesa brevicollis (Walker, 1836)
- Tetramesa brevicornis (Walker, 1832)
- Tetramesa brevipennis (Walker, 1836)
- Tetramesa brevis (Walker, 1832)
- Tetramesa breviventris (Walker, 1832)
- Tetramesa brischkei (Schlechtendal, 1891)
- Tetramesa bromicola (Howard, 1896)
- Tetramesa bromiphila Erdös, 1963
- Tetramesa buccata (Thomson, 1876)
- Tetramesa calamagrostidis (Schlechtendal, 1891)
- Tetramesa calicutensis Sureshan, 2005
- Tetramesa californicum (Howard, 1896)
- Tetramesa captivum (Lintner, 1889)
- Tetramesa cereipes (Erdös, 1955)
- Tetramesa changajensis Szelényi, 1971
- Tetramesa cinnae (Phillips et Poos, 1922)
- Tetramesa comatae (Phillips, 1936)
- Tetramesa cornuta (Walker, 1832)
- Tetramesa crassicornis (Walker, 1832)
- Tetramesa cumana Szelényi, 1968
- Tetramesa cylindrica (Schlechtendal, 1891)
- Tetramesa cyrenaica (Masi, 1921)
- Tetramesa dakota (Phillips, 1936)
- Tetramesa dalhousiae (Mukerjee, 1981)
- Tetramesa damascena (Masi, 1924)
- Tetramesa danthoniae (Phillips, 1936)
- Tetramesa decaryi (Risbec, 1952)
- Tetramesa deccanensis (Mukerjee, 1981)
- Tetramesa dispar Zerova, 1965
- Tetramesa distincta Narendran, 1994
- Tetramesa dorsata Szelényi, 1971
- Tetramesa egesta (Walker, 1842)
- Tetramesa elongia Zerova, 2007
- Tetramesa elymi (French, 1882)
- Tetramesa elymicola (Phillips et Emery, 1919)
- Tetramesa elymivora (Phillips et Emery, 1919)
- Tetramesa elymophaga (Phillips, 1927)
- Tetramesa elymophila (Phillips et Emery, 1919)
- Tetramesa elymophthora (Phillips et Emery, 1919)
- Tetramesa elymoxena (Phillips et Emery, 1919)
- Tetramesa eremita (Portschinsky, 1881)
- Tetramesa europae (Ashmead, 1894)
- Tetramesa eximia (Giraud, 1863)
- Tetramesa festucae (Phillips et Emery, 1919)
- Tetramesa flavicornis Zerova, 2004
- Tetramesa flavicoxa (Phillips, 1936)
- Tetramesa flavipes (Förster, 1841)
- Tetramesa foersteri (Hedicke, 1921)
- Tetramesa fulvicollis (Walker, 1832)
- Tetramesa fumipennis (Walker, 1832)
- Tetramesa funeralis (Girault, 1915)
- Tetramesa gahani (Phillips, 1936)
- Tetramesa gibsoni Narendran, 1994
- Tetramesa gigantochloae Narendran et Kovac, 1995
- Tetramesa gillettei (Phillips et Emery, 1919)
- Tetramesa giraudi (Schlechtendal, 1891)
- Tetramesa gracilipennis Szelényi, 1968
- Tetramesa graeca (Ferrière, 1930)
- Tetramesa hageni (Howard, 1896)
- Tetramesa hesperum (Phillips et Emery, 1919)
- Tetramesa holci (Phillips, 1936)
- Tetramesa hordei (Harris, 1830)
- Tetramesa hyalipennis (Walker, 1832)
- Tetramesa inaequalis (Thomson, 1876)
- Tetramesa inermis Erdös, 1963
- Tetramesa inquilinum (Rimsky-Korsakov, 1914)
- Tetramesa insolita (Walker, 1873)
- Tetramesa insularum (Masi, 1917)
- Tetramesa iphis (Walker, 1846)
- Tetramesa ishikawae (Shinji, 1941)
- Tetramesa jonesi (Phillips, 1936)
- Tetramesa juncea (Walker, 1871)
- Tetramesa kaszabi Szelényi, 1971
- Tetramesa kazachstanica Zerova, 1976
- Tetramesa kingi (Phillips, 1927)
- Tetramesa koebelei (Phillips, 1936)
- Tetramesa laevigata (Hedicke, 1921)
- Tetramesa laothoe (Walker, 1843)
- Tetramesa lativentris (Walker, 1871)
- Tetramesa leucospae Zerova et Madjdzadeh, 2005
- Tetramesa leymi Zerova, 2004
- Tetramesa linearis (Walker, 1832)
- Tetramesa lolii (Gahan, 1922)
- Tetramesa longicornis (Walker, 1832)
- Tetramesa longipetiolatum (Phillips, 1936)
- Tetramesa longula (Dalman, 1820)
- Tetramesa luteicollis (Walker, 1873)
- Tetramesa macalusoi (De Stefani, 1908)
- Tetramesa maculata (Howard, 1896)
- Tetramesa maderae (Walker, 1849)
- Tetramesa maritima (Hedicke, 1921)
- Tetramesa matrana Erdös, 1969
- Tetramesa minor (Walker, 1832)
- Tetramesa minuendum (Phillips, 1936)
- Tetramesa mongolica Szelényi, 1971
- Tetramesa montanum (Ashmead, 1894)
- Tetramesa motschulskyi Narendran, 1994
- Tetramesa narendrani Sureshan, 2004
- Tetramesa nebulosa (Fonscolombe, 1840)
- Tetramesa neocaptivum (Peck, 1951)
- Tetramesa nepe (Walker, 1844)
- Tetramesa nigricornis (Ashmead, 1894)
- Tetramesa novalis Zerova, 1978
- Tetramesa nubilata Szelényi, 1968
- Tetramesa obscurata Zerova, 1965
- Tetramesa occidentale (Phillips et Emery, 1919)
- Tetramesa oregon (Phillips, 1936)
- Tetramesa ovata (Szépligeti, 1901)
- Tetramesa ovatella (Burks, 1979)
- Tetramesa pacifica (Phillips, 1936)
- Tetramesa paluda Graham, 1974
- Tetramesa panici (Phillips et Poos, 1922)
- Tetramesa pavliceki Zerova, 2008
- Tetramesa peethavarna Narendran, 1994
- Tetramesa persica (Hedicke, 1921)
- Tetramesa petiolata (Walker, 1832)
- Tetramesa phleicola (Hedicke, 1921)
- Tetramesa phragmitis (Erdös, 1952)
- Tetramesa phyllotachitis (Gahan, 1922)
- Tetramesa poacola (Gahan, 1922)
- Tetramesa poae (Schlechtendal, 1891)
- Tetramesa poophila (Phillips et Emery, 1919)
- Tetramesa poosi (Phillips, 1936)
- Tetramesa problematica Szelényi, 1971
- Tetramesa puccinellae Zerova, 1976
- Tetramesa punctata Zerova, 1965
- Tetramesa pusilla (Walker, 1832)
- Tetramesa reptans Szelényi, 1968
- Tetramesa reticulata Szelényi, 1971
- Tetramesa riparia Zerova, 1978
- Tetramesa robusta (Walker, 1871)
- Tetramesa robustella Zerova, 2007
- Tetramesa romana (Walker, 1873)
- Tetramesa rossica (Rimsky-Korsakov, 1914)
- Tetramesa rufipes (Phillips et Emery, 1919)
- Tetramesa rujumi Zerova, 2008
- Tetramesa rustica Szelényi, 1971
- Tetramesa samarica (Chesnokov, 1930)
- Tetramesa sanai Zerova, 2008
- Tetramesa sativi (Phillips, 1936)
- Tetramesa scheppigi (Schlechtendal, 1891)
- Tetramesa schlechtendali (Hedicke, 1921)
- Tetramesa schmidti (Hedicke, 1921)
- Tetramesa secale (Fitch, 1861)
- Tetramesa semilutea (Walker, 1873)
- Tetramesa sociabilis (Giraud, 1863)
- Tetramesa stipae (De Stefani, 1901)
- Tetramesa stipicola (Phillips, 1936)
- Tetramesa stipiphagum (Phillips, 1936)
- Tetramesa stipiphilum (Phillips, 1936)
- Tetramesa subfumata (Walker, 1871)
- Tetramesa sulcata (Ashmead, 1894)
- Tetramesa sulcatella Özdikmen, 2011
- Tetramesa swezeyi (Phillips et Poos, 1922)
- Tetramesa szelenyii Graham, 1974
- Tetramesa tananarivensis (Risbec, 1952)
- Tetramesa tenuicornis (Walker, 1832)
- Tetramesa testacea (Motschulsky, 1863)
- Tetramesa texta (Erdös, 1957)
- Tetramesa tibialis (Ashmead, 1894)
- Tetramesa tobiasi Zerova, 2004
- Tetramesa townesi Narendran, 1994
- Tetramesa tritici (Fitch, 1859)
- Tetramesa tunetana (Masi, 1924)
- Tetramesa ukrainica Zerova, 1965
- Tetramesa utahense (Phillips, 1936)
- Tetramesa vacillans (Walker, 1836)
- Tetramesa vadana Narendran, 1994
- Tetramesa vaginicolum (Doane, 1916)
- Tetramesa variae Erdös, 1963
- Tetramesa ventricosa (Motschulsky, 1863)
- Tetramesa viktorina Szelényi, 1968
- Tetramesa websteri (Howard, 1896)
- Tetramesa zerovae Narendran, 1994